# Новая этика (Россия)
«Но́вая э́тика» — концепция, призванная зафиксировать изменения в публичной сфере в разных странах, которые стали заметными в начале XXI века.
Из-за тенденциозного и общего названия, фраза (термин) имеет проблемы с чёткой формулировкой и сталкивается с проблемой неоднозначности. Как общеупотребимый термин, «новая этика» в основном популярен в русскоязычных источниках. Несмотря на существование англоязычного аналога, new ethics, нельзя сказать об их равнозначности. Появление концепции «новой этики» связывают с развитием интернет-общения и социальными сетями.

## История
В России понятие «новая этика» получило широкое распространение в СМИ и социальных сетях в 2010-е годы. В русскоязычном контексте понятие описывает разноплановые явления, связанные с феминизмом и движениями #MeToo, #яНеБоюсьСказать, BLM, cancel culture, а также другими видами борьбы меньшинств и угнетённых групп за свои права в разных странах (преимущественно в США и странах Европы). Кроме того, понятие используют, когда описывают специфику новых форм отношений (в том числе романтических), новых форм общения в Интернете и соцсетях, а иногда упоминают и в дискуссиях об изменении ценностей при позднем капитализме и в потребительском обществе. В 2020 году Фондом Михаила Прохорова «новая этика» была объявлена «одним из самых дискуссионных вопросов современности». Философ Артемий Магун утверждает следующее:
Словосочетание «новая этика» в нынешнем значении придумали в России — и оно отражает российскую оптику. Для нас эта «этика» — «новая», потому что само явление — новое для России. Для США же внимание к сексуальному насилию и разного рода харассменту, чувствительность к обидам, нанесённым любым меньшинствам, особенно расовым, — явление давнее. Речь там идёт о системном явлении, которое развивается в социальной сфере — и в гражданском обществе, и в судебном правоприменении — уже около 30 лет. 

## Критика понятия
Описывая широкую группу явлений, понятие существенно меняет свой смысл в разных источниках. В связи с этим ряд авторов подвергает сомнению ценность понятия для дискуссии о современных проблемах и тенденциях развития общества: под «новой этикой» разные авторы понимают разные, в том числе не связанные друг с другом явления, а также этические максимы, в которых по сути нет ничего «нового». Проблемой понятия «новая этика» при этом становится то, что оно связывает разноплановые явления в единую тенденцию, а также описывает их отнюдь не нейтрально: обычно те, кто используют термин «новая этика», рассматривают ее исключительно негативно, как продукт единой враждебной политической группы.

## Отвергание «новой этики»
В России в адрес «новой этики» исходят негативные высказывания — как со стороны провластных журналистов, так и от оппозиционных деятелей и деятелей искусства.
Так, Константин Богомолов в статье для «Новой газеты» называет «новую этику» «этическим рейхом», а прогрессивную общественность и активистов — «новыми штурмовиками, с помощью которых то же государство сверхэффективно борется с инакомыслием». В финале статьи он призывает «отцепить этот вагон, перекреститься и начать строить свой мир». После статьи Богомолова Meduza напечатали перевод неопубликованной статьи британского философа Эдварда Скидельского, автора книги об этике современного капитализма, написанной ещё до «манифеста» Богомолова, в которой Скидельский на примере западной университетской культуры утверждает, что в «новой этике» есть признаки тоталитарного мышления; при этом сам термин «новая этика» он не использует. Анастасия Новкунская на это ответила, что называемое «новым» существует как минимум с 1970-х годов и никак не уводит общество в тоталитаризм.
По мнению Артемия Магуна «новая этика» подменяет понятия: «серьёзная политика подменяется максималистским и в то же время мелочным морализмом, ориентированным на невесть откуда взявшийся нравственный идеал».